# Micrambe abietis
Micrambe abietis (лат.) — вид жуков рода Micrambe из семейства Скрытноеды (Cryptophagidae).

## Распространение
Палеарктика.

## Описание
Мелкие жуки, длина тела 2,2—2,4 мм. Пронотум субквадратный; пронотальный выступ крупный (1/4 боковой длины пронотума), слегка выступающий за боковые края пронотума; боковые края от выступа сходятся к основанию; эдеагус имеет склеротизованные стержни; парамер длинный и узкий, в основании в 2,5 раза длиннее ширины, снабжён 2 апикальными волосками в 0,75 раза короче парамера. Тарсальная формула 5-5-5 у самцов и 5-5-5 у самок.

## Систематика
Вид был впервые описан в 1798 году под названием Dermestes abietis Paykull, 1798.